# Automeris ahuitzotli
Automeris ahuitzotli é uma espécie de mariposa do gênero Automeris, da família Saturniidae.
Sua ocorrência foi registrada no México.